# 宮川泰
宮川 泰（みやがわ ひろし、1931年3月18日 - 2006年3月21日）は、日本の作曲家、編曲家、ピアニスト、タレント。
「マツケンサンバII」の作曲などで広く知られる作曲家・編曲家の宮川彬良（本名：宮川晶）は長男。バイオリニストの森由利子は義理の娘である。宮川安利は孫（彬良の次女）。

## 略歴
土木技術者の父親の赴任先である北海道留萌市で出生。その影響で現在でも留萌市の吹奏楽では「宇宙戦艦ヤマト」など宮川音楽の合奏が盛んに行われている。出生後、父親の異動に伴い幼いころより北海道紋別市鴻之舞・北海道北見市・和歌山県和歌山市・大分県日田市など全国を転校してきた。
大阪府立富田林高等学校卒業。京都市立美術専門学校を経て大阪学芸大学音楽科中退。「渡辺晋とシックス・ジョーズ」でピアニスト兼アレンジャーとして活躍。その後、独立して作曲家、編曲家となる。
1963年「恋のバカンス」で第5回日本レコード大賞編曲賞受賞。1964年「ウナ・セラ・ディ東京」で第6回日本レコード大賞作曲賞受賞。1969年に「青空のゆくえ」で合歓ポピュラーフェスティバル'69作曲グランプリ受賞。1971年「君をのせて」で合歓ポピュラーフェスティバル'71川上賞受賞。1973年10月、東海林修の後任として、NHK総合テレビの音楽番組『ステージ101』の音楽監督に就任。番組が終了した1974年3月31日まで務めた。自身が率いる「名匠宮川組」のメンバーらと共に全国で演奏会を行い、大阪芸術大学音楽学科教授も務めた。

## 作品
カバーについては原則として割愛している。また、映画・テレビ番組等の主題歌・挿入歌も割愛している。

### 作曲
- ふりむかないで（ザ・ピーナッツ）
- スカイリング・デイト（梓みちよ）
- 恋のバカンス（ザ・ピーナッツ）
- すてきなデイト（中尾ミエ）
- 禁じられた恋のボレロ（水原弘）
- ジューン・ブライド（ザ・ピーナッツ）
- 東京たそがれ／こっちを向いて（ザ・ピーナッツ）
  - ウナ・セラ・ディ東京（ザ・ピーナッツ） - 「東京たそがれ」の再アレンジ楽曲。和田弘とマヒナスターズ、坂本スミ子らが競作
- そんなにドアをしめないで（ダークダックス）
- 聞いちゃった!歌っちゃった!泣いちゃった!（伊東ゆかり／園まり／中尾ミエ）- 三者による競作
- キャンディー・ムーン（ザ・ピーナッツ）
- ジューン・ブライド（ザ・ピーナッツ）
- イヤーかなわんわ（トリオ・こいさんず）
- 白い雲に胸はって（鹿内タカシ）
- あのひとのくせ（伊東ゆかり）
- 帰らぬ初恋（園まり）
- ひとつぶの真珠（弘田三枝子）
- 青空の笑顔（ザ・ピーナッツ）
- 手紙／夜の煉瓦道（和田弘とマヒナスターズ）
- この喜びの日に（園まり）
- ひとつぶの真珠（弘田三枝子）
- 誰もいないとき（江利チエミ）
- 忘れたはずなのに（梓みちよ）
- 淋しいから／忘れさせて（中尾ミエ）
- 明日になれば（ザ・ピーナッツ）
- すてきなカプチーナ（伊東ゆかり）
- あなたの胸に（ザ・ピーナッツ）
- 逢いたくて逢いたくて（園まり）
- あの娘の瞳（望月浩）
- 君のことを／街の子守唄（田辺靖雄）
- 若いってすばらしい（槇みちる）
- GO! GO! レンタカー／渚のドライブ（田辺靖雄・中尾ミエ）
- 愛は永遠（とこしえ）に（ザ・ピーナッツ）
- 云えなかったの（奥村チヨ）
- やさしい雨／何んでもないわ（園まり）
- この気持を／幸福くん（伊東ゆかり）
- 銀色の道（ザ・ピーナッツ／ダーク・ダックス）
- 信じていたい（西田佐知子）
- 何も云わないで（園まり）
- 帰りたくないの／散りゆく花（園まり）
- お嫁さん（梓みちよ）
- 恋のジェンカ（スクールメイツ）
- つれてって（園まり）
- しあわせの花を摘もう（ザ・ピーナッツ）
- 二人の朝(あした)（和泉雅子＆山内賢）
- あなたのために（大月みやこ）
- 恋はうそつき（中尾ミエ）
- 夕陽が落ちても（黒沢年男）
- お手を拝借（三沢あけみ）
- すばらしい明日（ダーク・ダックス）
- 真珠採りの少女／明日に向かって歌おうよ（山田太郎 (歌手)|山田太郎）
- 涙のかわくまで（西田佐知子）
- 君よ泣かないで（島和彦）
- 恋のオフェリア（ザ・ピーナッツ）
- 愛のフィナーレ（ザ・ピーナッツ、菅原洋一）
- あの人に逢ったら（西田佐知子）
- 青空のゆくえ（伊東ゆかり）
- ウンジャラゲ（ハナ肇とクレージーキャッツ）
- アッと驚く為五郎（ハナ肇とクレージーキャッツ）
- 大発見やァ!（笑福亭仁鶴）
- 花と涙（森進一）
- 君をのせて（沢田研二）
- 何故にお前は（北大路欣也）
- 真赤なスカーフ（ささきいさお）
- 浮気なあいつ（ザ・ピーナッツ）
- 好敵手（ささきいさお）
- テレサよ永遠に（ささきいさお）
- 星のペンダント（ささきいさお）
- 銀河伝説（岩崎宏美）
- おもかげ星（堀江美都子）
- 右向け右（石川ひとみ）
- 加納さんのいいんじゃないっスか（加納さん〔南原清隆〕）
- ハローキティ（ハローキティ〈林原めぐみ〉）
- あの子はキティ（ハローキティ〈林原めぐみ〉）

### 編曲
- 情熱の花
- 恋のフーガ（ザ・ピーナッツ）
- 星を見ないで（伊東ゆかり）
- 知らなかったの（伊東ゆかり）
- 夜へ急ぐ人（ちあきなおみ）
- ヤマトより愛をこめて（沢田研二）
- めぐり逢い紡いで（布施明）
- 愛よその日まで（布施明）
- LOVE IS GONE（大塚博堂）
- 二つの愛（桑江知子）
- ラブ・シュープリーム-至上の愛-（八神純子）
- 心を込めて花束を（サザンオールスターズ)
- あなた（小坂明子）
- スーダラ伝説（植木等）
- 鉄道唱歌（歌唱：ボニージャックス）[注釈 1]

### 作・編曲
- 昨日と今日のブルース・信じられないの（浅尾千亜紀）
- 宇宙よりのパンツマン（辻佳紀）
- 終り無きわが歌の道（三波春夫）

### 舞台音楽担当
- 私と私（1962年）
- 二つの花（1962年）
- 夢がいっぱい物語（1964年）
- ミュージカル『ビリーブ・イン・ミー』
- 虹色の彼方へ（OSK日本歌劇団）

## 参加作品

### テレビ番組
- 若い河 (NHK)
- 歌え太陽 (TBS)
- 植木等ショー (TBS)
- あなたのメロディー（NHK, テーマ曲担当）
- ザ・ヒットパレード（フジテレビ）
- 新春かくし芸大会（フジテレビ）「一月一日」の編曲（ - 1989年）
- 第7の男（フジテレビ）
- シャボン玉ホリデー（日本テレビ）
- 地獄の辰捕物控（NET / 東映）
- 運命峠 (関西テレビ/東映)
- ワンサくん（関西テレビ）
- 宇宙戦艦ヤマトシリーズ
  - 宇宙戦艦ヤマト（よみうりテレビ） - 1974年10月 - 1975年3月
  - 宇宙戦艦ヤマト2（よみうりテレビ） - 1978年10月 - 1979年4月
  - 宇宙戦艦ヤマトIII（よみうりテレビ） - 1980年10月 - 1981年4月
  - 宇宙戦艦ヤマト2199 (毎日放送) - 2013年4月 - 9月 ※ 宮川彬良と連名
  - 宇宙戦艦ヤマト2202 愛の戦士たち（テレビ東京ほか）[3] - 2018年10月 - ※ 宮川彬良と連名
- 宇宙空母ブルーノア（よみうりテレビ）
- アローエンブレム グランプリの鷹（フジテレビ）
- メーテルリンクの青い鳥 チルチルミチルの冒険旅行（フジテレビ）
- 巨泉・前武ゲバゲバ90分!（日本テレビ）
- ひるのプレゼント (NHK総合)
- 脱線問答 (NHK総合)
- カリキュラマシーン（日本テレビ）
- たまりまセブン大放送! (TBS)
- 笑ってポン!（TBS）
- ANNニュースのテーマ（テレビ朝日） - 1975年4月～1982年9月
- ポーラテレビ小説「さかなちゃん」（1976年 - 1977年、TBS）
- ザ・サスペンス「ヒットソング殺人事件・女が歌うとき人が死ぬ」（1982年、TBS）
- ジパングあさ6（日本テレビ） - 1992年4月 - 1998年3月
- ズームイン!!朝!（日本テレビ） - 1979年3月 - 2001年9月
- ズームイン!!SUPER（日本テレビ） - 2001年10月 - 2011年3月
- 午後は○○おもいッきりテレビ（日本テレビ） - 1987年10月 - 2007年9月 ※コメンテーターとしても同番組に出演。
- バラエティー生活笑百科 (NHK大阪)
- ふたりのビッグショー (NHK総合)
- ふるさと皆様劇場 (NHK総合)
- お昼ですよ!ふれあいホール (NHK総合)
- てるてる家族（NHK大阪 2003年後期連続テレビ小説）[注釈 2]
- 西村由紀江の日曜はピアノ気分（よみうりテレビ） - 出演
- ポピュラーピアノを楽しむ（NHK教育） - 出演
- ライオンのごきげんよう（フジテレビ）
- NHK歌謡コンサート (NHK総合)

### 映画
- ハナ肇とクレージーキャッツの映画（東宝）
  - ニッポン無責任野郎
  - クレージー作戦 先手必勝
  - 日本一の色男
  - 日本一のホラ吹き男
  - 日本一のゴマすり男
  - クレージーの無責任清水港
  - ホラ吹き太閤記
  - 日本一のゴリガン男
  - クレージー黄金作戦
  - クレージーの怪盗ジバコ
  - クレージーメキシコ大作戦
  - 日本一の裏切り男
  - 日本一の断絶男
  - 無責任遊侠伝
  - 花のお江戸の無責任
- ザ・ドリフターズの映画
  - やればやれるぜ全員集合!!（松竹）
  - ドリフターズですよ!盗って盗って盗りまくれ（東宝）
  - 舞妓はんだよ全員集合!!（松竹）
  - チョットだけョ全員集合!!（松竹）
- ザ・タイガース 華やかなる招待（東宝）
- 宇宙戦艦ヤマトシリーズ
  - 宇宙戦艦ヤマト（東映）
  - さらば宇宙戦艦ヤマト 愛の戦士たち（東映）
  - ヤマトよ永遠に（東映）
  - 宇宙戦艦ヤマト 完結編（東映）※羽田健太郎と連名
  - 宇宙戦艦ヤマト 復活篇（東宝）※オリジナルスコア
  - 宇宙戦艦ヤマト2199シリーズ（松竹）※宮川彬良と連名
    - 宇宙戦艦ヤマト2199 追憶の航海
    - 宇宙戦艦ヤマト2199 星巡る方舟

  - 宇宙戦艦ヤマト2202 愛の戦士たち（松竹）※宮川彬良と連名、第1章はノンクレジット
  - 宇宙戦艦ヤマト2205 新たなる旅立ち（松竹）※宮川彬良と連名
  - ヤマトよ永遠に REBEL3199（東映洋画）※宮川彬良、兼松衆と連名
- 悲しき60才（1961年）
- ドドンパ酔虎伝 (1961年、大映)
- 高校生と女教師 非常の青春（1962年）
- かっこいい若者たち（1962年）
- 若い季節（1962年）
- 若い仲間たち うちら祇園の舞妓はん（1963年）
- 続・若い季節（1964年）
- 西の大将 東の大将（1964年）
- 三大怪獣 地球最大の決戦（1964年）[2]
- 狸穴町0番地（1965年）
- その口紅が憎い（1965年）
- オーディーン 光子帆船スターライト
- パッセンジャー 過ぎ去りし日々（松竹）※羽田健太郎と連名
- 親分はイエス様
- 約束（松竹）
- パリの哀愁 (東宝)

### ラジオ
- 『ザ・ピーナッツ』（ニッポン放送 1961年 - 1965年／朝帯番組）- 「今月の歌」を担当
  - プランタン プランタン
  - お星さま聞いて
  - あれは十五の夏祭り(スクスク音頭)
  - 山小屋の太郎さん
  - ママごめんなさい
  - 冬の朝
  - 云えなかったの
  - 二つの言葉
  - いつからか
  - 冷たい手
  - 霧に想いを
  - 三毛猫
  - 明日をたくさん
- コーセー歌謡ベスト10（FM東京）- 宮川本人も番組に出演[1]。

### コンピュータゲーム
- 宇宙戦艦ヤマト（レーザーディスクゲーム）
- スタートリング・オデッセイ（PCエンジン）
- スタートリング・オデッセイII 魔竜戦争（PCエンジン）
- スタートリング・オデッセイ　ブルーエヴォリューション（PlayStation）
- 七つの秘館（PlayStation）
- 提督の決断

### その他
- 新宇宙戦艦ヤマト イメージアルバム『ETERNAL EDITION File No.0 交響組曲 新 宇宙戦艦ヤマト』- 宮川彬良と共同編曲
- パパといっしょに - 「植木等と上原ゆかりの童謡集 パパといっしょに」（1963年）収録のオリジ
- JRA関西地区ファンファーレ（阪神競馬場（宝塚記念を除く）・京都競馬場・中京競馬場（中京はGI競走[注釈 3]のみ））
- 名古屋市立北一社小学校　校歌「北極星よりまぶしくて」・集いの歌「心に地球を抱きしめて」

## 出演
- 題名のない音楽会（テレビ朝日） - 自作の指揮等で出演。
- 第25回 年忘れにっぽんの歌（1992年12月31日、テレビ東京）　- スペシャルゲストの植木等が歌唱するメドレーの編曲と指揮を担当。
- NHK紅白歌合戦（NHK総合・ラジオ第1） - フィナーレに「蛍の光」を出演者（出場歌手・司会者・ゲスト審査員・ゲスト・合唱団など）並びに会場の観客で大合唱することが恒例で、この場面のみに指揮者として出演した。第44回（1993年） - 第56回（2005年）まで指揮を務めた。 ※後任は平尾昌晃

## 著書
- 『サウンド解剖学』（1981年　中央公論社）
- 『若いってすばらしい―夢は両手にいっぱい宮川泰の音楽物語』（2007年、産経新聞出版）

## 『宇宙戦艦ヤマト』のエピソード
- 宮川は『宇宙戦艦ヤマト』のプロデューサー・西崎義展から「主題歌は『鉄』をイメージする曲を書いてくれ」という依頼を受け、困惑したと語る。また、西崎からの注文は「バラード調で」ということであったが、宮川はこの曲にふさわしいのは雄壮なイントロであると考えていた。テレビシリーズでは第3話までバラード調の歌い出しが使用され、第4話以降は一般的にも認知されている雄壮なイントロが使用された。
- 「宇宙戦艦ヤマト」は宮川本人による仮歌バージョンが存在し、松本零士がそのテープのひとつを所有している。宮川本人はそのテープをすべて回収したい意向だった。
- 『YAMATO2520』製作にあたってのインタビューで主題歌について語っており、1.「さらば地球よ」で始まるAメロは、ヤマトに改装する前の戦艦大和が海底に沈んでいたイメージでキーを低くした。2.「宇宙の彼方イスカンダルへ」のBメロは、乗組員が隊列を組んで行進しながらヤマトへ乗り込むイメージで軍歌調にした。3.サビから終わりにかけては、ヤマトが地上から宇宙へ飛び立つイメージから次第にキーを高くした。と解説している。
- ヒットしてから後、数々の「ヤマト」シリーズが続々製作され、その度に主題歌を新しくアレンジするのがもっとも苦痛だった。最後の「ヤマト」完結編となると何度も書き直しをくらい、満身創痍でなんとか完成したという。
- 「ヤマト!! 新たなる旅立ち」（『宇宙戦艦ヤマト 新たなる旅立ち』主題歌）作曲のため歌詞を渡された宮川はその歌詞に「REMEMBER YAMATO」という部分があるのを見て、「今までヤマトの歌はこういう英語が入ることがなかった。作りづらいのでこの部分は直して欲しい」とプロデューサー・西崎義展に要求。ところがいざ作曲を始めてしまうとその「REMEMBER YAMATO」の部分の旋律が先に、しかも自分としては気に入ったものが出来てしまった。あわてて西崎に連絡を取ると、宮川がそう言うと思って作詞家（阿久悠）にはまだ何も話してなかったという（昭和50年代・『ズームイン!!朝!』内「朝のポエム」にて宮川自身の口よりこの曲の想い出として語られた）。
- 宮川の葬儀において、出棺の際に50人からなる吹奏楽バンドが盛大にヤマトのテーマを奏で故人を送った。これは生前からの本人の希望であった。知人の葬儀に参列した帰りのタクシーで「俺の時は（俺が死んだら）、『ヤマト』な」と息子（宮川彬良）に託していたと、音楽番組『どれみふぁワンダーランド』などで宮川彬良本人により語られている。

## 宮川泰を演じた俳優
- 近藤芳正 - 「ザ・ヒットパレード～芸能界を変えた男・渡辺晋物語」（2006年5月、フジテレビ系）